# Karmøy (île)
Pour les articles homonymes, voir Karmøy.
Karmøy est une île située au nord-ouest du comté de Rogaland, au sud-ouest de Haugesund. Toute l'île appartient à la kommune de Karmøy. L'ile avec une superficie de 176,8 km2 est la plus grande du Rogaland. Au sud de Haugesund se trouve le pont de Karmsund qui relie l'île au continent, surplombant le détroit de Karmsund. 
L'aéroport de Haugesund se situe tout au nord de l'île. 